# Havdrup Mose
Havdrup Mose er et fredet moseområde der ligger ca. 13 km sydøst for Roskilde ved kommunegrænsen mellem  Roskilde,  og Solrød kommuner.  Havdrup Mose på ca. 24 hektar, og store dele af området er tilgængelige for offentligheden. 
Området er en mosaik af tørre og våde partier med kratskov, græsset eng, rørskov, små og store vandhuller. En jordvej fører hen langs foldene, hvor græssende køer giver en  lysåben vegetation.
I mosen er der et fugletårn nær vandre- og cykelruten Gudernes Stræde, og den er ikke langt fra hyggelige landsbymiljøer i f.eks. Snoldelev-Hastrup og Gammel Havdrup.
Havdrup Mose blev sammen med og Snoldelev Mose blev fredet i 1978.  
Mosen udgør sammen med Snoldelev Mose Natura 2000- område nr. 150 Gammel Havdrup Mose som er et fuglebeskyttelsesområde som er udpeget bl.a. for at bevare ynglemuligheder for rørhøg og sortterne.

## Eksterne kilder og henvisninger
1. ↑  Om fredningen  på fredninger.dk

- Kort over området på miljoegis.mim.dk

|  | Denne artikel om lokaliteten Havdrup Mose kan blive bedre, hvis der indsættes et (bedre) billede. Du kan hjælpe ved at afsøge Wikimedia Commons for et passende billede eller lægge et op på Wikimedia Commons med en af de tilladte licenser og indsætte det i artiklen. |

55°33′43.49″N 12°9′12.32″Ø / 55.5620806°N 12.1534222°Ø